# Автомобильная улица (Дзержинск)
Автомоби́льная улица — улица во Втором кольце города Дзержинска. Большая часть проходит в 5-м микрорайоне. Протяжённость улицы с запада на восток составляет 1,8 км.

## История
После открытия Московско-Нижегородской железной дороги в 1862 году, вокруг станции Чёрное стали активно развиваться Выселки села Чёрного. В 1870 году в районе современной улицы, вдоль железной дороги были нарезаны участки для строительства дач. К 1903 году было возведено порядка двадцати двух различных домов. С этим периодом связано первое название улицы — Дачная. В послереволюционное время улица носила имя Рыкова Алексея Ивановича, до его расстрела в 1938. Впоследствии переименована в честь Климента Ефремовича Ворошилова. С ноября 1961 улица носит современное название.

## Примечательные здания и сооружения

#### Здание Чернорецкой лесной дачи (дом № 23)
Дом выстроен для размещения конторы и жилья служащих Чернорецкого лесничества в 1870-х годах. Основной материал постройки — лиственница сибирская.

## Трасса
Улица проходит с запада на восток от Центрального рынка до Студенческой улицы.

## Транспорт
Общественный транспорт на улице не представлен.